# Massengräber in Ajdovščina

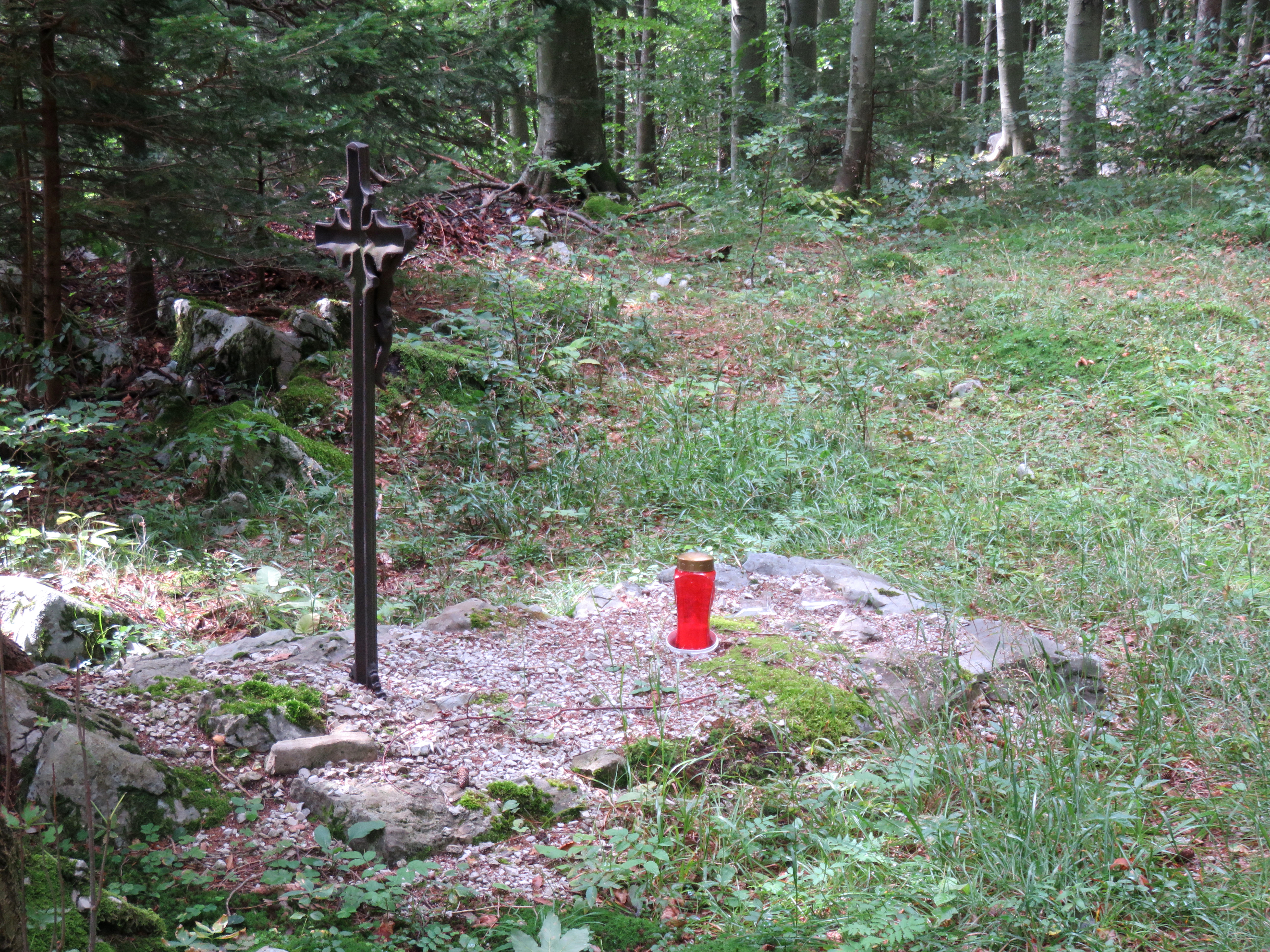
Medved-Grab bei Predmeja

Auf dem Gebiet der Gemeinde Ajdovščina wurden zehn Massengräber aus der Zeit des Zweiten Weltkriegs gefunden: je eins in Lokavec und Ustje, sowie je vier in Predmeja und in Stomaž.

## Die Massengräber in Siedlungen der heutigen Gemeinde Ajdovščina

### Lokavec
In Lokavec wurde ein Massengrab aus der Zeit unmittelbar nach dem Zweiten Weltkrieg gefunden. Das Lokavec-Grab (slowenisch: Grobišče Lokavec) befindet sich auf einem Feld 600 Meter westlich der Siedlung. Es enthält die Überreste von fünf bis sieben slowenischen Zivilisten, die um den 20. Juni 1945 ermordet wurden.

### Predmeja
In Predmeja gibt es vier bekannte Massengräber aus dem Zweiten Weltkrieg. 
Das Rob-Schachtgrab (slowenisch: Grobišče Brezno za Robom) befindet sich auf dem Trnovo-Waldplateau (slowenisch: Trnovski gozd), östlich von Predmeja. Es enthält die Überreste deutscher Soldaten und nicht identifizierter Zivilisten.
Das Medved-Schachtgrab (Grobišče Brezno za Medvedovšem) liegt auf dem Trnovo-Waldplateau, etwa 1 Kilometer nordöstlich von Predmeja. Es enthält die Überreste nicht identifizierter Opfer.
Das Medved-Grab (Grob Medvedovše) befindet sich auf dem Trnovo-Waldplateau, an einer kleinen ebenen Stelle am Hang links von der Straße, die beim Medvedovše-Bauernhof  (Predmeja Nr. 83) nach Norden abzweigt. Es enthält die Überreste eines Partisanen, der während des Krieges von anderen Partisanen ermordet wurde.
Das Bratin-Schachtgrab (Grobišče Bratinov brezen) befindet sich am Rande des Trnovo-Waldplateaus, östlich von Predmeja, und auf der Spitze einer Felswand über der Klippe über den Lokavšček-Quellen. Der Eingang liegt auf einem Felsvorsprung. Das Grab enthält die Überreste von sieben Partisanen, die von italienischen Truppen getötet wurden.

### Stomaž
In Stomaž gibt es vier bekannte Massengräber aus dem Zweiten Weltkrieg. Die Gräber Stomaž 1–4 (slowenisch: Grobišče Stomaž 1–4) befinden sich alle östlich der Siedlung. Sie stehen im Zusammenhang mit der Ermordung von 13 oder 14 slowenischen Zivilisten im Herbst 1943.

### Ustje
In Ustje befindet sich ein Massengrab aus dem Zweiten Weltkrieg. Das Massengrab der Ajdovščina-Ebene  (slowenisch: Grobišče Ajdovsko polje) liegt auf einer Wiese und einem Feld 110 m südlich einer Müllverwertung, zwischen einer Feldstraße und dem Hubelj-Bach. Im März 2002 bargen Ermittler an der Stätte 67 Skelette aus, bei denen es sich um die Überreste von 15 deutschen und 52 italienischen Soldaten handelte.